# Conjuntivitis alérgica
La conjuntivitis alérgica es la inflamación de la conjuntiva (la membrana que recubre el blanco de los ojos) debido a una alergia. Aunque los alérgenos difieren de un enfermo a otro, la causa más común es la rinitis alérgica. Los síntomas consisten en enrojecimiento  (debido principalmente a la vasodilatación de los capilares periféricos), edema (hinchazón) de la conjuntiva, comezón y lagrimeo. Si además hay rinitis, el trastorno se llama rinoconjuntivitis alérgica.
Los síntomas se deben a que los mastocitos secretan histamina y otras sustancias activas, lo que estimula la dilatación de los vasos sanguíneos, irrita las terminaciones nerviosas y aumenta la secreción de lágrimas.
El tratamiento consiste en evitar la exposición al alérgeno (p. ej., alejarse del pasto en floración durante la «temporada de fiebre del heno») y administrar antihistamínicos, ya sean tópicos (en colirio) o sistémicos (en píldoras). Los antihistamínicos que también son estabilizadores de mastocitos y los antiinflamatorios no esteroideos (AINE) suelen ser seguros y eficaces.

## Signos y síntomas

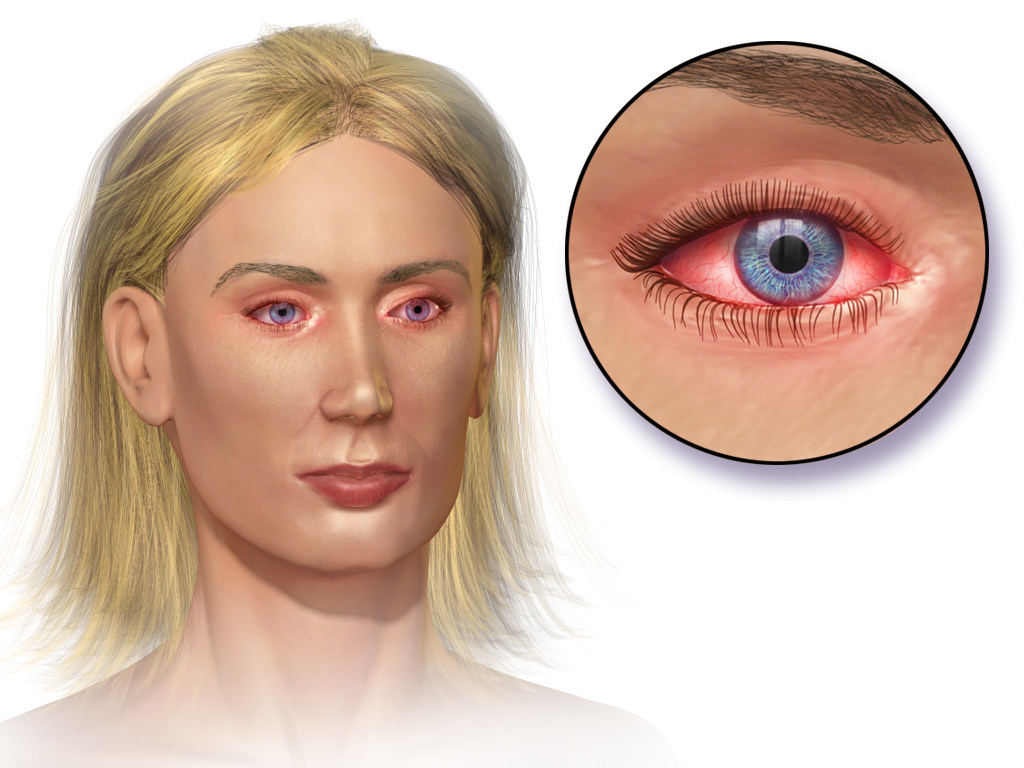
Aspecto de la conjuntivitis alérgica

La conjuntiva es una fina membrana que recubre el ojo. Cuando un alérgeno la irrita, entre los síntomas comunes que se producen están comezón en los ojos, hinchazón de los párpados, lagrimeo, fotofobia, secreción acuosa y sensación de tener alojado un objeto extraño (con dolor).
La comezón es el síntoma más común de las alergias oculares, y más de 75% de los pacientes la mencionan al buscar atención. Los síntomas suelen empeorar en tiempo cálido y seco, mientras que el tiempo fresco y la lluvia tienden a calmarlos. Entre los signos de la queratoconjuntivitis flictenular (QCF) se cuenta la aparición en la córnea de pequeños nódulos amarillos que se ulceran al cabo de pocos días.
Un estudio de Klein et al. mostró que, además de las molestias físicas que causa, la conjuntivitis alérgica altera la vida cotidiana del paciente, que debe limitar ciertas actividades como salir al aire libre, leer, dormir y conducir. Por tanto, el tratamiento puede mejorar su calidad de vida.

## Causas
La causa de la conjuntivitis alérgica es una reacción alérgica del sistema inmunitario del organismo a un alérgeno. La afección es común en quienes padecen otras formas de alergia, como rinitis alérgica, asma y eccema.
Entre los alérgenos que más comúnmente causan conjuntivitis se cuentan:
- Polen de árboles, césped y ambrosía.
- Escamilla de la piel de los animales domésticos y secreciones como la saliva
- Perfumes
- Cosméticos
- Medicamentos para la piel
- Contaminación del aire
- Humo
- Ácaros del polvo
- Bálsamo del Perú (usado en alimentos y bebidas por su sabor; en perfumes y artículos de tocador por su aroma, y en productos farmacéuticos por sus propiedades curativas)
- Colirios

La mayoría de los casos de conjuntivitis estacional se deben al polen y se presentan en la temporada de rinitis alérgica; si son pólenes de pastos, al principio del verano; otros varios pólenes y mohos pueden causar síntomas cuando el verano está más avanzado.

## Fisiopatología
La respuesta alérgica ocular es una reacción en cascada coordinada por los mastocitos. Las beta quimiocinas como la eotaxina y la CCL3 se han asociado al primer contacto antigénico y la activación de los mastocitos en la superficie del ojo. Ante la presencia de cierto alérgeno se produce una sensibilización que prepara al organismo para iniciar la respuesta específica del antígeno. Los linfocitos T CD4+ liberan citoquinas, que estimulan la producción de inmunoglobulina E (IgE) específica para el antígeno. La IgE se une a los receptores de IgE de la superficie de los mastocitos. Éstos liberan histamina, que favorece la secreción de citoquinas, prostaglandinas y factor activador de plaquetas. Los mastocitos intermediarios producen inflamación y otros síntomas alérgicos por la activación de células inflamatorias.
Cuando los mastocitos liberan histamina, ésta se une a los receptores histamínicos H1 de las terminaciones nerviosas y produce la comezón ocular. La histamina también se une a los receptores histamínicos H2 de la red vascular conjuntival y causa la vasodilatación. Las citoquinas derivadas de los mastocitos como la interleucina 8 intervienen en la concentración de neutrófilos. Las citoquinas TH2 como la interleucina 5 concentran eosinófilos e interleucinas 4, 6 y 13, que aumentan la sensibilidad. Los síntomas inmediatos se deben a la reacción en cascada. El contacto con el alérgeno al que se es sensible aumenta la sensibilización del sistema y ocasiona reacciones cada vez más fuertes. Los casos avanzados pueden llevar a un estado de inflamación alérgica crónica.

## Clasificación

### Conjuntivitis alérgica (CA) estacional y CA perenne
La conjuntivitis alérgica estacional (CAE) y la perenne (CAP) son afecciones alérgicas conjuntivales agudas. La CAE es la alergia ocular más común. Entre los síntomas de ambas se cuentan comezón y enrojecimiento más o menos intenso de uno o ambos ojos. En las dos afecciones intervienen los mastocitos. Entre las medidas no específicas para aliviar los síntomas están las compresas frías, los lavados con lágrimas artificiales y la evitación de los alérgenos.  El tratamiento consiste en el uso de antihistamínicos, estabilizadores de mastocitos, antialérgicos de doble mecanismo o antihistamínicos tópicos. Los corticosteroides son otra opción, pero, considerando sus efectos secundarios (cataratas y aumento de la presión intraocular), se reservan para las formas más graves de la afección, como la queratoconjuntivitis vernal (QCV) y la queratoconjuntivitis atópica (QCA).

### QCV y QCA
Tanto la queratoconjuntivitis vernal como la atópica son alergias crónicas en las que los eosinófilos, los fibroblastos conjuntivales, las células epiteliales, los mastocitos y los linfocitos T CD4+ alteran la bioquímica y la histología de la conjuntiva. La QCV es una enfermedad de la infancia y predomina en varones que viven en climas cálidos. La QCA suele observarse en varones de entre 30 y 50 años. Ambas pueden tratarse con los medicamentos usados para combarir la conjuntivitis alérgica o con esteroides. Señales típicas de la forma vernal son el signo de Maxwell-Lyons, úlceras defensivas, papilas crecidas con aspecto de empedrado, un engrosamiento gelatinoso del limbo esclerocorneal y puntos de Horner-Trantas.

### Conjuntivitis de papila crecida
La conjuntivitis de papila crecida no es una verdadera reacción alérgica del ojo. Se debe a una irritación mecánica repetida de la conjuntiva asociada al uso de lentes de contacto.

### Queratoconjuntivitis flictenular (QCF)
Se debe a una reacción de hipersensibilidad o inflamación a los antígenos expresados por varios agentes patógenos. Entre los más comunes están el estafilococo dorado, el bacilo de Koch, las clamidias y los hongos del género Candida.

## Tratamiento
Un historial detallado permite al médico determinar si los síntomas se deben a un alérgeno o a otra causa. Las pruebas diagnósticas como el legrado conjuntival en busca de eosinófilos sirven para determinar la causa de la reacción alérgica. Los antihistamínicos, los estabilizadores de mastocitos y los AINE son seguros y por lo común eficaces. Los corticosteroides se reservan para casos más graves de alergias oculares, y su uso debe ser vigilado por un oftalmólogo debido a los posibles efectos secundarios. Cuando se identifica un alérgeno, la persona debe evitarlo en la mayor medida de lo posible.

### Métodos no farmacológicos
Si se identifica el alérgeno y los síntomas son leves, pueden mitigarse con compresas frías.

### Alergia conjuntival al alcohol
Se trata de otra forma de conjuntivitis alérgica comúnmente causada por cosméticos o polen, los cuales pueden contener cantidades muy variables de alcohol. Es común en personas que padecen asma y eccema. Puede manifestarse con síntomas leves de comezón, enrojecimiento e irritación de los ojos. Podría ser una conjuntivitis estacional de varias semanas de duración o una manifestación de alergia  al alcohol.
Sin embargo, quienes padecen este tipo de conjuntivitis por lo común tienen grandes probabilidades de superarla y eliminar su futura exposición a los alérgenos. Evitando estos últimos se puede reducir la intensidad de los síntomas e incluso remediar el trastorno, según la eficacia de los métodos de evitación de cada persona.
La manera más eficaz de tratar toda clase de afecciones alérgicas de los ojos es usar gotas antihistamínicas oftálmicas, que se consideran seguras y eficaces porque contribuyen a tratar y aliviar aquellas alergias caracterizadas por molestias constantes como comezón, enrojecimiento y ardor de ojos, así como estornudos. Su valor es aún mayor porque pueden usarse sin temor a sufrir ninguno de los efectos secundarios asociados al uso de remedios menos convencionales.

### Estabilizadores de mastocitos
Los estabilizadores de mastocitos pueden dar alivio a quien padece conjuntivitis alérgica. Tienden a producir efectos retardados, pero causan menos reacciones adversas que los demás tratamientos y el alivio dura más que el de los antihistamínicos. A algunos pacientes se les administra un antihistamínico al mismo tiempo para que obtengan cierto alivio de los síntomas hasta que los estabilizadores de mastocitos surtan efecto. Los estabilizadores que los médicos suelen prescribir son lodoxamida y nedocromilo, que se presentan en gotas.
Los estabilizadores de mastocitos son una clase de bloqueadores no esteroideos que inhiben la liberación de sustancias inflamatorias en los mastocitos. Bloquean un canal de calcio esencial para la degranulación de los mastocitos, lo que los estabiliza y previene así la liberación de histamina. Puede ser que también se prescriban descongestivos. Otro estabilizador de mastocitos usado comúnmente para tratar la conjuntivitis alérgica es el cromoglicato de sodio.

### Antihistamínicos
Los antihistamínicos como la difenhidramina y la clorfenamina son tratamientos comunes. Las personas tratadas con antihistamínicos H1 presentan una menor producción de histamina y leucotrienos, así como inhibición de la expresión de la molécula de adhesión en la red vascular, lo que a su vez atenúa los síntomas alérgicos entre 40 y 50%.
Los fármacos de doble acción también se prescriben con frecuencia. Tanto la olopatadina (Patanol) como el fumarato de ketotifeno (Alaway o Zaditor) actúan a la vez como antiistamínicos y como estabilizadores de mastocitos. La venta de la olopatadina requiere prescripción médica, no así la del fumarato de ketotifeno.
Una revisión comparativa sistemática de 30 ensayos clínicos con 17 modalidades de tratamiento reveló que todos los antihistamínicos y estabilizadores de mastocitos incluidos en la comparación son eficaces para reducir los síntomas de la conjuntivitis alérgica estacional. No hubo suficientes pruebas para determinar las diferencias de eficacia a la larga entre los tratamientos.
Muchas gotas para los ojos pueden producir ardor y picazón, y tener efectos secundarios. La higiene ocular adecuada puede aliviar los síntomas, sobre todo si se usan lentes de contacto. Evitar los alérgenos, como el polen o el moho, es una medida preventiva.

### Immunoterapia
La inmunoterapia hiposensibilizante consiste en administrar alérgenos para acostumbrar al organismo a sustancias que por lo común son inofensivas (polen, ácaros del polvo doméstico), con lo que se estimula una tolerancia específica a largo plazo. La inmunoterapia hiposensibilizante puede administrarse por vía oral (en forma de tabletas o gotas sublinguales), o por inyección subcutánea. Inventada por Leonard Noon y John Freeman en 1911, la inmunoterapia hiposensibilizante representa el único tratamiento de las causas de las alergias respiratorias.
La investigación experimental se ha centrado en ciertas moléculas de adhesión, llamadas selectinas, presentes en las células epiteliales. Estas moléculas inician la primera concentración y separación de leucocitos de la circulación. Los antagonistas de la selectina se han estudiado en ensayos preclínicos, entre ellos de inflamación cutánea, alergia y lesiones por isquemia y reperfusión. Hay cuatro clases de agentes bloqueadores de la selectina: (i) inhibidores basados en carbohidratos de las selectinas P, E y L, (ii) anticuerpos antihumanos de las selectinas, (iii) una forma recombinante truncada de la proteína de fusión de la inmunoglobulina PSGL-1 y (iv) inhibidores de selectinas de moléculas pequeñas. La mayoría de los bloqueadores de las selectinas fracasaron en las fases II y III de las pruebas clñinicas, o los estudios se suspendieron debido a una farmacodinamia desfavorable o un costo prohibitivo. Los esfingolípidos, presentes en levaduras como la de cerveza (Saccharomyces cerevisiae) y algunas plantas, también han mostrado efectos de alivio en modelos de desactivación génica en ratones.

## Epidemiología
La conjuntivitis alérgica es más frecuente entre quienes padecen afecciones alérgicas, y sus síntomas muestran una correlación estacional.
La conjuntivitis alérgica es un trastorno frecuente, pues se calcula que cada año afecta al 20 por ciento de la población, de la cual  aproximadamente la mitad tiene antecedentes personales o familiares de atopía.
La conjuntivitis de papila crecida representa del 0.5 al 1.0 por ciento de los casos de trastornos oculares en la mayoría de los países.